# Stare Boryszewo
Stare Boryszewo – wieś w Polsce położona w województwie mazowieckim, w powiecie płockim, w gminie Radzanowo. Leży nad Rosicą, dopływem Wisły.
Wieś duchowna Borzyszewo położona była w drugiej połowie XVI wieku w powiecie płockim województwa płockiego. W 1785 roku Boryszewo wchodziło w skład klucza boryszewskiego biskupstwa płockiego. Za czasów Królestwa Kongresowego istniała gmina Boryszewo. W latach 1975–1998 miejscowość administracyjnie należała do województwa płockiego.